# Катона, Брэд
Брэ́дли Де́вин Като́на (фр. Bradley Devin Katona; род. 19 декабря 1991 года, Виннипег, Канада) — канадский профессиональный боец смешанных единоборств, выступающий в легчайшем весе в UFC. Бывший чемпион Brave CF в легчайшем весе. Единственный боец, который дважды выигрывал The Ultimate Fighter: сезон 27 в полулёгком весе и сезон 31 в легчайшем весе.

## Биография
Катона родился в Виннипеге, провинция Манитоба, Канада. Начал заниматься карате в возрасте 5 лет и получил чёрный пояс в 14 лет. Окончил местный колледж, где участвовал в соревнованиях по борьбе.
Брэд начал заниматься бразильским джиу-джитсу в Академии смешанных единоборств Виннипега. В 2011 году победил в чемпионате Канады по боксу «Золотые перчатки», а также турнире Ringside в Канзас-Сити, штат Миссури.
Является выпускником Манитобского университета в области машиностроения.

## Смешанные единоборства

### Ранняя карьера
Катона начал участвовать в соревнованиях по смешанным единоборствам в 2010 году, одержав 3 победы в любительских боях. Став профессионалом, бился в небольших организациях, одержав 6 побед в 6 боях. 
Брэд получил диплом инженера-механика, прежде чем в 2016 году решил полностью сосредоточиться на карьере в ММА. В 2017 году переехал в Дублин, чтобы тренироваться в Straight Blast Gym Ireland под руководством тренера Джона Каваны.

### The Ultimate Fighter: Непобежденные
В ноябре 2017 года стало известно, что Катона примет участие в шоу The Ultimate Fighter: Непобежденные в полулёгком весе. 
Брэд в рамках шоу сначала победил Кайлера Филлипса решением большинства судей, а в полуфинале победил Брайса Митчелла в третьем раунде удушающим приёмом сзади. Затем Катона одержал победу над Джеем Куччинелло единогласным решением судей и стал победителем 27 сезона шоу. 
Таким образом, Катона стал третьим канадцем в истории шоу вслед за Чедом Лапризом и Элиасом Теодору и первым, победившим на The Ultimate Fighter вне формата соревнования сборных.

### Ultimate Fighting Championship
8 декабря 2018 года, вернувшись в легчайшую весовую категорию, Катона встретился с американцем Мэттью Лопесом на турнире UFC 231. Брэд победил единогласным решением судей.
4 мая 2019 года на турнире UFC Fight Night: Яквинта vs. Ковбой в родной Канаде — Оттаве, встретился с грузинским бойцом Мерабом Двалишвили и проиграл также единогласным решением судей.
14 сентября 2019 года на турнире UFC Fight Night: Ковбой vs. Гейджи встретился с Хантером Азуром из США и вновь уступил единогласным решением судей.
11 февраля 2020 года был уволен из UFC с рекордом 2-2 после того, как провёл в организации всего 4 боя.

### BRAVE Combat Federation
В сентябре 2020 года Катона подписал контракт с Elite MMA Championship и 31 октября 2020 года в главном бою EMC 6 должен был встретиться с хорватом Стипе Брчичем. Однако мероприятие было отложено из-за пандемии COVID-19.
1 апреля 2021 Катона встретился с сербом Бориславом Николичем на турнире BRAVE 50. Брэд провалил взвешивание, не уложившись в лимит легчайшего веса на 0,5 килограмма и был оштрафован на процент от своего гонорара, который достался его сопернику. Катона победил Николича гильотиной в третьем раунде.
21 августа 2021 года на турнире BRAVE 53 встретился с россиянином Баиром Штепиным и победил единогласным решением судей.
11 марта 2022 в рамках BRAVE 57 состоялся титульный поединок в легчайшем весе. Катона раздельным решением судей одолел представителя Бахрейна Хамзу Кухеджи и завоевал вакантный пояс чемпиона организации.
19 октября 2022 года на турнире BRAVE 63 защитил пояс в бою с представляющим Бахрейн Гамзатом Магомедовым, одолев россиянина единогласным решением судей. 

### The Ultimate Fighter сезон 31
В марте 2023 года было объявлено, что Катона во второй раз примет участие в The Ultimate Fighter в легчайшем весе. Он был выбран в команду Майкла Чендлера. 
Брэд в четвертьфинале встретился с эквадорцем Карлосом Верой и победил его единогласным решением судей, а уже в полуфинале перешёл к своему тренеру Джону Каване из SBG в команду Конора Макгрегора.
Его соперником в полуфинальном раунде стал бывший товарищ по команде россиянин Тимур Валиев, и Катона победил его раздельным решением судей.
19 августа 2023 года на UFC 292 Катона в финале шоу встретился с еще одним бывшим товарищем по команде Коди Гибсоном. Брэд победил его единогласным решением судей и выиграл турнир, став единственным бойцом в истории шоу, выигравшим его дважды. Участники поединка также получили денежный бонус за «Бой вечера».

## Статистика в профессиональном ММА
По данным Sherdog:
| Боёв 19  | Побед 14 | Поражений 5 |
| -------- | -------- | ----------- |
| Нокаутом | 1        | 1           |
| Сдачей   | 3        | 0           |
| Решением | 10       | 4           |

| Результат | Рекорд | Соперник         | Способ                       | Турнир                                | Дата             | Раунд | Время | Место                    | Примечание                                                                         |
| --------- | ------ | ---------------- | ---------------------------- | ------------------------------------- | ---------------- | ----- | ----- | ------------------------ | ---------------------------------------------------------------------------------- |
| Поражение | 14-5   | Бекзат Алмахан   | Нокаут                       | UFC 315                               | 10 мая 2025      | 1     | 1:04  | Монреаль, Канада         |                                                                                    |
| Поражение | 14–4   | Жеан Мацумоту    | Единогласное решение         | UFC Fight Night: Эрнандес vs. Перейра | 19 октября 2024  | 3     | 5:00  | Лас-Вегас, Невада, США   |                                                                                    |
| Победа    | 14–3   | Джесси Батлер    | Единогласное решение         | UFC on ESPN: Каннонир vs. Имавов      | 8 июня 2024      | 3     | 5:00  | Луисвилл, Кентукки, США  |                                                                                    |
| Поражение | 13–3   | Гарретт Армфилд  | Единогласное решение         | UFC 297                               | 20 января 2024   | 3     | 5:00  | Торонто, Канада          |                                                                                    |
| Победа    | 13–2   | Коди Гибсон      | Единогласное решение         | UFC 292                               | 19 августа 2023  | 3     | 5:00  | Бостон, Массачусетс, США | Стал победителем 31 сезона The Ultimate Fighter (2) в легчайшем весе. «Бой вечера» |
| Победа    | 12–2   | Гамзат Магомедов | Единогласное решение         | BRAVE 63                              | 19 октября 2022  | 5     | 5:00  | Мадинат-Иса, Бахрейн     | Защитил (1) пояс чемпиона BRAVE CF в легчайшем весе                                |
| Победа    | 11–2   | Хамза Кухеджи    | Раздельное решение           | BRAVE 57                              | 11 марта 2022    | 5     | 5:00  | Мадинат-Иса, Бахрейн     | Завоевал вакантный пояс чемпиона BRAVE CF в легчайшем весе                         |
| Победа    | 10–2   | Баир Штепин      | Единогласное решение         | BRAVE 53                              | 21 августа 2021  | 3     | 5:00  | Алматы, Казахстан        |                                                                                    |
| Победа    | 9–2    | Борислав Николич | Удушающий приём (гильотина)  | BRAVE 50                              | 1 апреля 2021    | 3     | 0:40  | Арад, Бахрейн            | Дебют в BRAVE CF                                                                   |
| Поражение | 8–2    | Хантер Азур      | Единогласное решение         | UFC Fight Night: Ковбой vs. Гейджи    | 14 сентября 2019 | 3     | 5:00  | Ванкувер, Канада         |                                                                                    |
| Поражение | 8–1    | Мераб Двалишвили | Единогласное решение         | UFC Fight Night: Яквинта vs. Ковбой   | 4 мая 2019       | 3     | 5:00  | Оттава, Канада           |                                                                                    |
| Победа    | 8–0    | Мэттью Лопес     | Единогласное решение         | UFC 231                               | 8 декабря 2018   | 3     | 5:00  | Торонто, Канада          | Возвращение в легчайший вес                                                        |
| Победа    | 7–0    | Джей Куччинелло  | Единогласное решение         | The Ultimate Fighter: Непобежденные   | 6 июля 2018      | 3     | 5:00  | Лас-Вегас, Невада, США   | Стал победителем 27 сезона The Ultimate Fighter: Непобежденные в полулёгком весе   |
| Победа    | 6–0    | Стивен Сервантес | Единогласное решение         | Mercenary Combat League 1             | 16 августа 2017  | 3     | 5:00  | Виннипег, Канада         |                                                                                    |
| Победа    | 5–0    | Остин Райан      | Болевой приём (рычаг колена) | XFFC 13: Future Stars                 | 3 февраля 2017   | 3     | 4:49  | Гранд-Прери, Канада      | Возвращение в легчайший вес                                                        |
| Победа    | 4–0    | Патрик Уорд      | Единогласное решение         | Havoc FC 11                           | 2 декабря 2016   | 3     | 5:00  | Ред-Дир, Канада          | Дебют в полулёгком весе                                                            |
| Победа    | 3–0    | Джош Рич         | Единогласное решение         | Prestige FC 2                         | 12 марта 2016    | 3     | 5:00  | Реджайна, Канада         | Возвращение в легчайший вес                                                        |
| Победа    | 2–0    | Майлс Андерсон   | Удушающий приём (гильотина)  | Prestige FC 1                         | 24 сентября 2015 | 1     | 3:12  | Уэйберн, Канада          | Дебют в лёгком весе                                                                |
| Победа    | 1–0    | Майкл Хэй        | Нокаут (удар)                | MFC 41: All In                        | 3 сентября 2014  | 1     | 2:47  | Эдмонтон, Канада         | Дебют в легчайшем весе ММА                                                         |

## Статистика в любительском ММА
По данным Sherdog:
| Боёв 4   | Побед 4 | Поражений 0 |
| -------- | ------- | ----------- |
| Сдачей   | 1       | 0           |
| Решением | 3       | 0           |

| Результат | Рекорд | Соперник       | Способ                  | Турнир                                       | Дата           | Раунд | Время | Место                  | Примечание            |
| --------- | ------ | -------------- | ----------------------- | -------------------------------------------- | -------------- | ----- | ----- | ---------------------- | --------------------- |
| Победа    | 4–0    | Тимур Валиев   | Раздельное решение      | 31 сезон The Ultimate Fighter                | 1 августа 2023 | 3     | 5:00  | Лас-Вегас, Невада, США | Полуфинал турнира     |
| Победа    | 3–0    | Карлос Вера    | Единогласное решение    | 31 сезон The Ultimate Fighter                | 27 июня 2023   | 2     | 5:00  | Лас-Вегас, Невада, США | Четвертьфинал турнира |
| Победа    | 2–0    | Брайс Митчелл  | Удушающий приём (сзади) | 27 сезон The Ultimate Fighter: Непобежденные | 20 июня 2018   | 3     | 4:17  | Лас-Вегас, Невада, США | Полуфинал турнира     |
| Победа    | 1–0    | Кайлер Филлипс | Решение большинства     | 27 сезон The Ultimate Fighter: Непобежденные | 25 апреля 2018 | 2     | 5:00  | Лас-Вегас, Невада, США | Четвертьфинал турнира |